# Noah Hegge
Noah Hegge (Augusta, 15 marzo 1999) è un canoista austriaco agonistico dal 2016.

## Biografia
Hegge gareggia nel K1 e nel Kayak cross.
Hegge ha iniziato a pagaiare con il Kanu Schwaben Augsburg nel 2007, seguendo i suoi fratelli maggiori in questo sport.
Nel 2018 ha terminato il suo apprendistato come pasticcere ed è stato accettato nello Sportfördergruppe der Bundeswehr, permettendogli di impegnarsi nella sua carriera di slalomista.
Hegge ha vinto una medaglia d'oro nel K1 a squadre ai Campionati mondiali di canoa slalom ICF del 2022 ad Augusta. Ha vinto anche una medaglia di bronzo nel K1 a squadre ai Campionati europei del 2022 a Liptovský Mikuláš.
Ha vinto tre medaglie nel K1 a squadre ai Campionati del Mondo Junior e U23, con un oro nel 2017, un argento nel 2016 (entrambi junior) e un bronzo nel 2021 (U23).
Hegge è anche due volte campione europeo nel K1 a squadre, vincendo l'oro sia agli Europei U23 del 2020 a Cracovia che agli Europei Junior del 2016 a Solkan. 
Nel 2021 si è piazzato all'11° posto nella classifica generale di Coppa del Mondo. Hegge ha ottenuto il suo miglior risultato ai Campionati del Mondo senior con il 6° posto nell'edizione del 2021, dove la Germania ha schierato tutti e tre gli atleti in finale per la prima volta dal 1995.
È vincitore di una medaglia olimpica di bronzo ai Giochi della XXXIII Olimpiade nel K Cross.